# 双重否定除去
在命題邏輯裡，雙重否定除去（或雙重否定介入）此一推理規則允許導入（雙重否定介入）或除去（雙重否定除去）一對否定來導出等價的公式。這是基於如
「現在沒有下雨是錯的」
和
「現在正在下雨」
在語義上的等價。
形式上，雙重否定除去為
```
  
¬¬A

  ∴ A
```

形式上，雙重否定介入為
```
  
A      

  ∴ ¬¬A
```

這兩個規則可以重述如下（以相繼式的形式）：
{\displaystyle \neg \neg A\vdash A},
{\displaystyle A\vdash \neg \neg A}.
應用演繹定理於這兩個推理規則中可產生一對有效的條件公式：
{\displaystyle \vdash \neg \neg A\rightarrow A},
{\displaystyle \vdash A\rightarrow \neg \neg A},
兩者可以結合成單一個雙條件公式
{\displaystyle \neg \neg A\leftrightarrow A}.
因為雙條件是一個等價關係，任一於合式公式中的~~A都可以由A所取代，而不改變此合式公式的真值。
雙重否定除去是經典邏輯裡的一個定理，但不是直覺邏輯裡的。因為直覺邏輯在結構上的偏好，「不是沒有正在下雨」此一陳述比「正在下雨」要弱。後者需要有下雨的證明，而前者只需要證明下雨不會矛盾。（此一差別亦出現在自然語言的反敘法之中。）
在集合論裡也有符合此性質的補集否定運算：集合A和集合 (AC)C（這裡的AC表A的補集）是相同的。

## 另見
- 邏輯非